# Henryk Flame
Henryk Antoni Flame (15. ledna 1918 Fryštát – 1. prosince 1947 Zábřeh u Čechovic-Dědic) byl polský vojenský pilot, vojenský velitel, kapitán Národních ozbrojených sil, vůdce protifašistických a protikomunistických bojových skupin na území Těšínského Slezska.

## Životopis
Henryk Antoni Flame se narodil 15. ledna 1918 v domě č. 314 ve  Fryštátě (dnes městské části Karviné) otci Emerykovi a matce Marii roz. Raszykové. V roce 1919 byla rodina donucena k přestěhování do Čechovic (dnešní Czechowice-Dziedzice v Polsku). V Čechovicích absolvoval gymnázium a následně na Průmyslové škole v Bílsku absolvoval studia v oboru letecký mechanik. V roce 1936  vstoupil  do polské armády a zahájil pilotní studia v Bydhošti. Studia ukončil v roce 1939 v hodnosti pilota desátníka.
Po vypuknutí 2. světové války byl pilotem 123. letky stíhačů a zúčastnil se leteckých soubojů při obraně Varšavy. Při jednom ze soubojů bylo jeho letadlo poškozeno a Flame musel nouzově přistát. Jelikož polská armáda měla málo letadel byl Flame přidělen k dispozici velení obrany Varšavy. Sedmého září byla letka č.123 z Varšavy odvelena. Flame byl přidělen k průzkumné letce u Lvova. Při leteckých průzkumech nad územím obsazeným Rusy byl sestřelen. Dostal se do Maďarska, kde byl následně internován do utečeneckého tábora. Podařilo se mu utéct, ale maďarský sedlák u kterého nocoval, ho udal.  Úřady ho zajaly a vydaly Němcům, kteří ho zavřeli v utečeneckém táboře na území Rakouska. Díky intervenci rodiny a v neposlední řadě i svému příjmení (používal tvar Flamme) byl následně propuštěn domů do Čechovic. Začal pracovat na dráze jako strojvůdce a zároveň se zapojil do hnutí odporu v rámci Zemské armády (Armia Krajowa), kde organizoval sabotáže a výzvědnou činnost. Začátkem roku 1944  hrozila Flamemu dekonspirace a proto s několika kamarády utekli do okolních lesů. Zorganizoval partyzánský oddíl začleněný do Národních ozbrojených sil – NSZ (Narodowe Siły Zbrojne).
Po osvobození Čechovic v únoru 1945 se přihlásil do služby nové lidové vládě a přes protesty místní komunistů byl pověřen vedením místní občanské milice MO (Milicja Obywatelska). Flame postupně dosazoval do jednotek MO své lidi a shromažďoval zbraně pro nadcházející konfrontaci s komunisty. Před hrozícím prozrazením unikl v dubnu 1945 do beskydských lesů a zorganizoval pro boj s komunisty partyzánský oddíl, který se postupně stal největším oddílem NSZ na Těšínském Slezsku – měl 300 vojáků. Tehdy také Flame začal používat pseudonymy „Bartek“ a „Grot“. Oddíl provedl 340 ozbrojených akcí a 3. května 1946 dokonce obsadil obec Visla (Wisła) kde před místními komunisty proběhlo defilé partyzánských jednotek NSZ. Výsledkem této provokace byla velká akce státní bezpečnosti, kdy na základě provokace 167 partyzánů bylo zastřeleno. Postupně aktivita skupiny slábla. Flame využil amnestii z února 1947 a 11. března se v Těšíně vzdal státní správě. Komunisté nemohli snést skutečnost, že díky amnestii unikne Flame trestu. Připravili léčku a dne 1. prosince 1947 byl v Zábřehu u Čechovic-Dědic Flame zákeřně zastřelen příslušníkem MO Rudolfem Dadakem. Dadak za tuto vraždu nikdy nebyl odsouzen.
Dnes Flame a ostatní vojáci bojující po roce 1944 s komunistickým režimem jsou nazýváni Prokletými vojáky. Odhaduje se, že tohoto odboje se v Polsku zúčastnilo 120 až 180 tisíc polských občanů.

Dne 1. března 2017 byl Flame posmrtně vyznamenán Řádem znovuzrozeného Polska tř. komtur (Krzyż Komandorski Orderu Odrodzenia Polski).

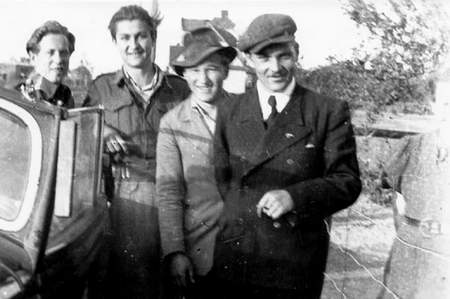
H. Flame po amnestii v r. 1947
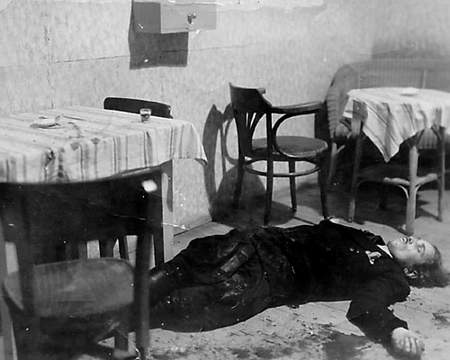
Zavražděný H.Flame v hospodě v Zabrzegu
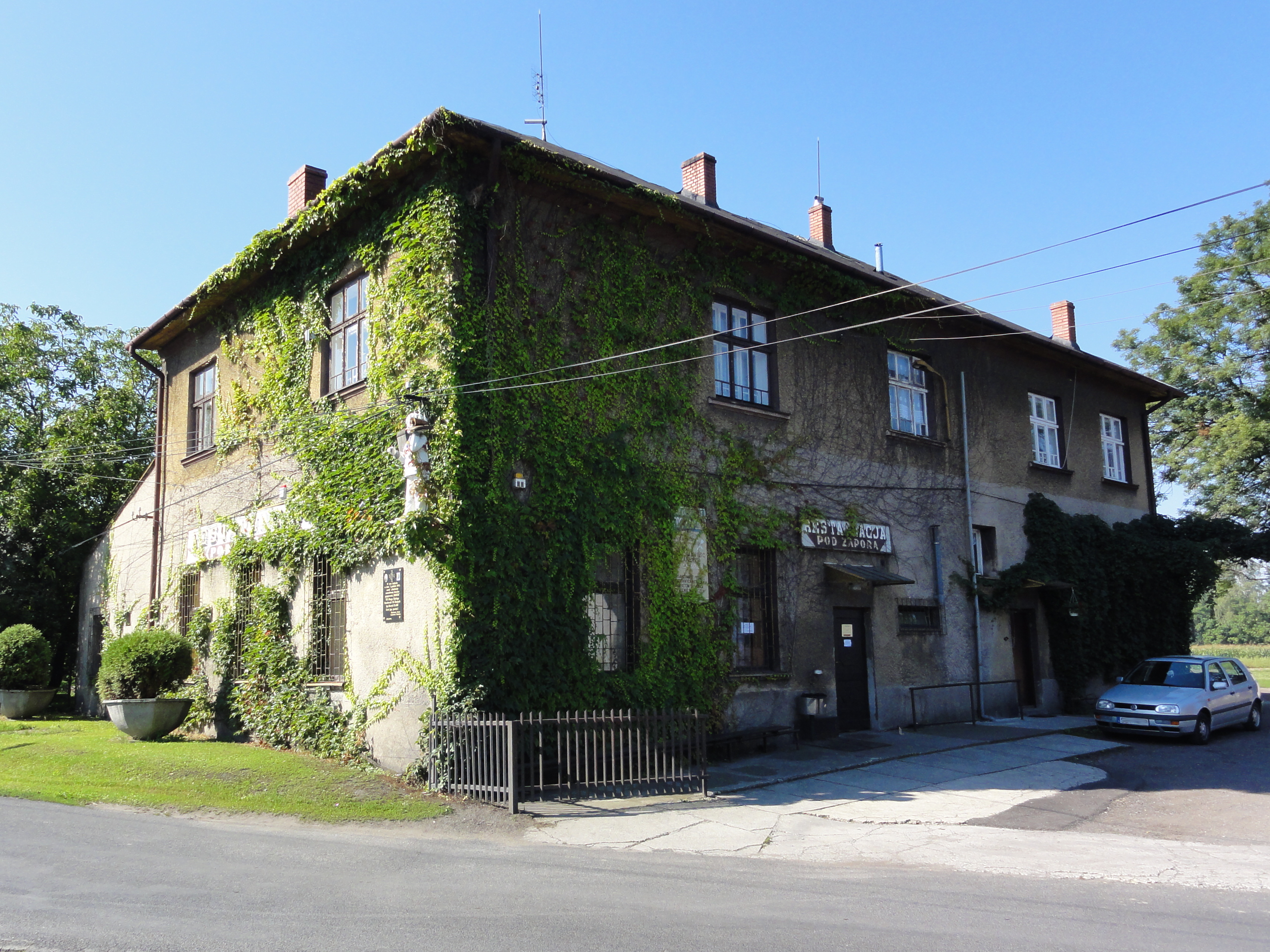
Hospoda v Zabrzegu nyní
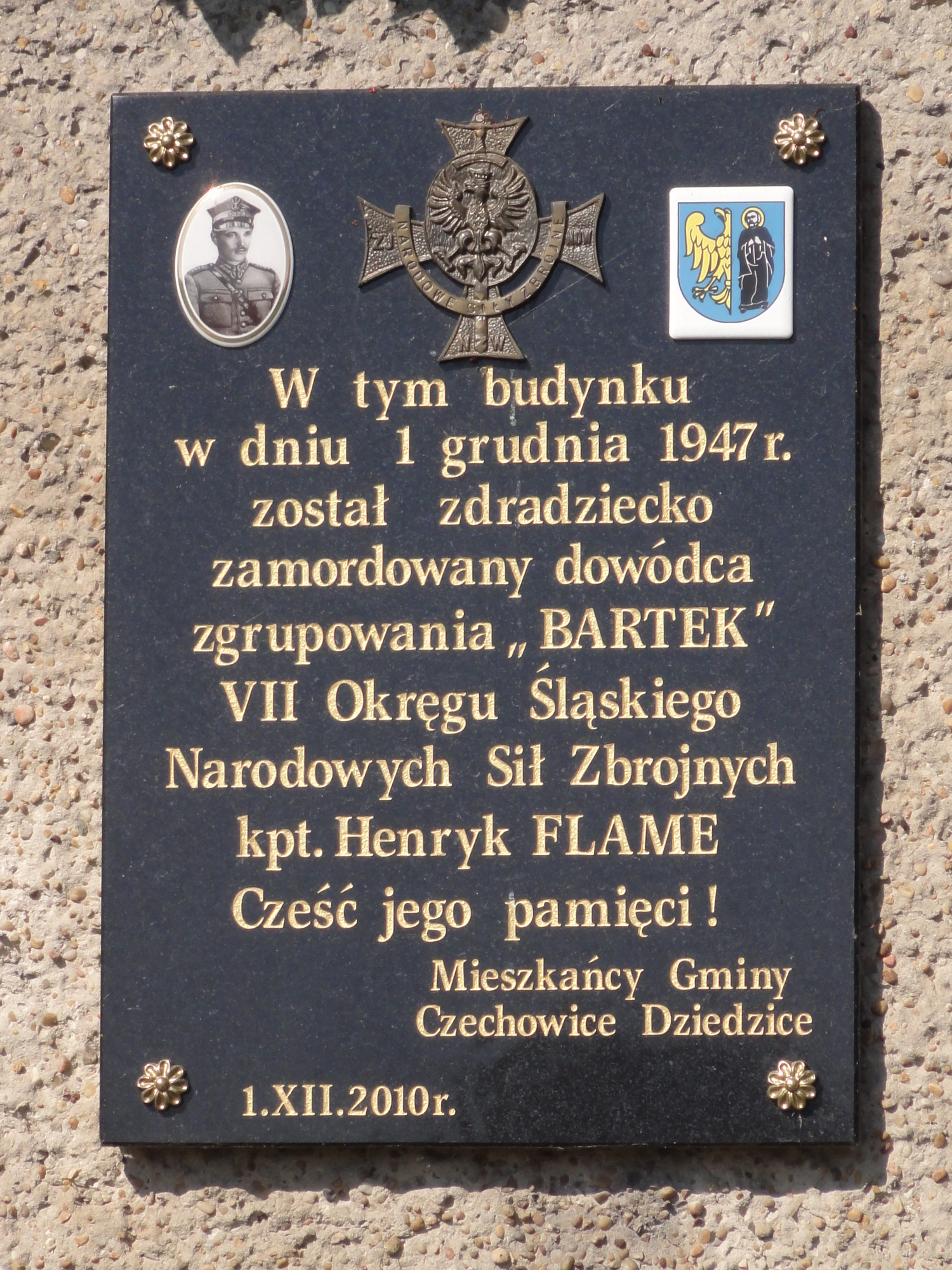
Pamětní deska